# Lohbach (Inn)
Der Lohbach (im Unterlauf auch Gießenbach) ist ein 4,5 Kilometer langer Bach im Stadtgebiet von Innsbruck in Tirol.

## Verlauf

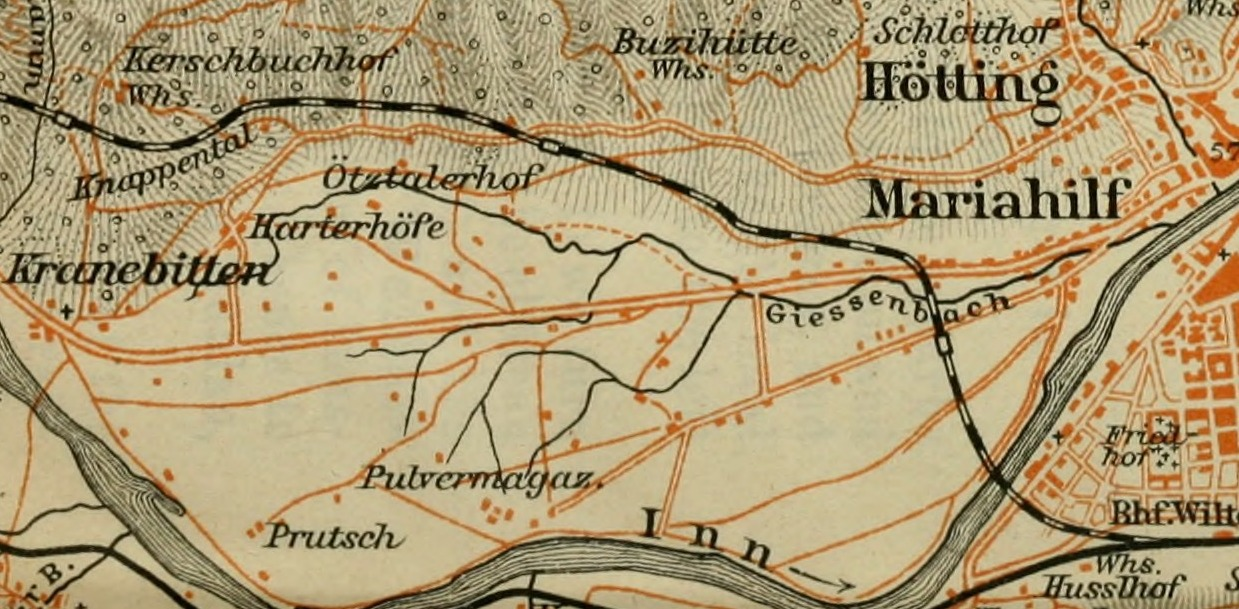
Verlauf des Lohbachs/Gießenbachs durch weitgehend unverbautes Gebiet (Stadtplan von 1911)

Der Lohbach entspringt südwestlich unterhalb des Hartehofs in Kranebitten. Er fließt mit sehr geringem Gefälle leicht gekrümmt am nördlichen Rand des Talbodens am Fuß der Nordkette Richtung Osten durch die Stadtteile Hötting West und Höttinger Au. Er passiert die 1934/35 errichtete und nach ihm benannte Lohbachsiedlung. Beim  Vögelebichl nimmt er den Höttinger Gießen (Gießenbach) von rechts auf, gelegentlich wird der weitere Bachlauf auch so genannt. Dieser fließt verrohrt durch die Höttinger Au und mündet unterhalb der Universitätsbrücke in den Inn.
Da die Quelle und die Zuflüsse weitgehend versiegt oder verbaut sind, wird der Bach durch eine Grundwasserpumpe mit 15 l/s versorgt. Ein Teil davon wird in den Teich in der Peerhofsiedlung gepumpt, dessen Überlauf über einen Wasserfall wieder in den Lohbach fließt.

## Geschichte und Name
Der Lohbach ist vermutlich ein alter Innarm, der durch das Augebiet der Höttinger Au floss. 1333 wurde er als Laa erstmals in einer Urkunde erwähnt, im Fischereibuch Kaiser Maximilians I. von 1504 wird er Loh genannt, in anderen Quellen auch Stille Loo oder Stilla. Der Name bezeichnet einen langsam fließenden, versumpften Wasserlauf. Unter Kaiser Maximilian wurde er zu einem Lustseelein aufgestaut, mit Äschen, Pfrillen und Grundeln besetzt und zum Fischen verwendet. Bis in die Mitte des 20. Jahrhunderts floss der Bach durch weitgehend unverbautes Gebiet, mit der zunehmenden Verbauung wurde er über weite Strecken verrohrt. Bis in die 1960er Jahre speiste er das an der Stelle des heutigen Hallenbades befindliche Schwimmbad Höttinger Au.

## Ökologie

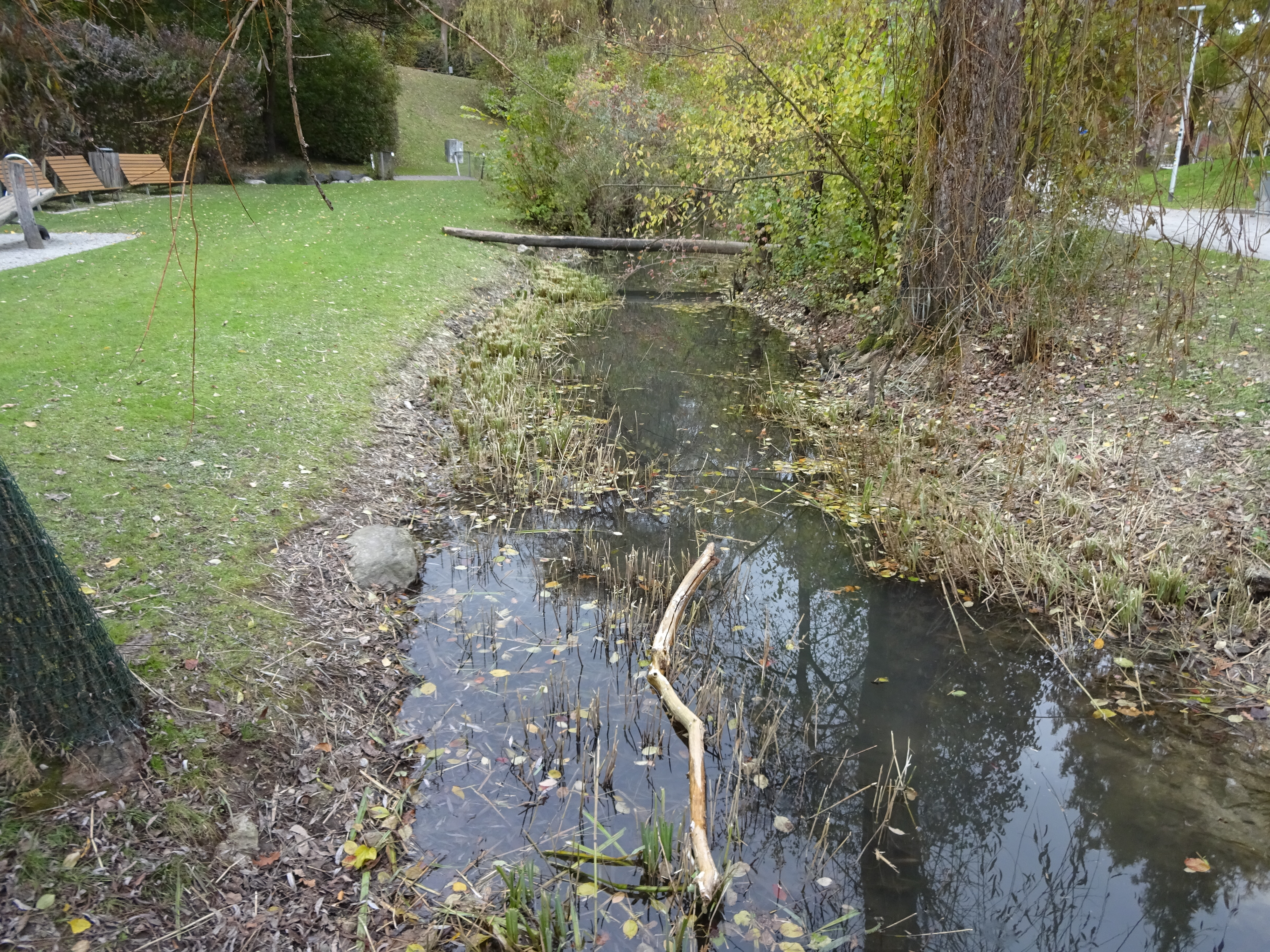
Der renaturierte Lohbach bei der Sportanlage Hötting West

Der westliche Abschnitt des Lohbachs unterhalb der Peerhofsiedlung wurde 1988 renaturiert und als Biotop gestaltet. Dieses wurde 2006 erweitert und bietet einen Lebensraum für unterschiedliche Tierarten wie Ringelnattern, Libellen, Grasfrösche und Wechselkröten. An Fischen finden sich im Lohbach unter anderem Regenbogenforellen, Bachforellen und Saiblinge. Zudem hat sich 2018 ein Biber angesiedelt.